# Gräberfeld von Gardberg

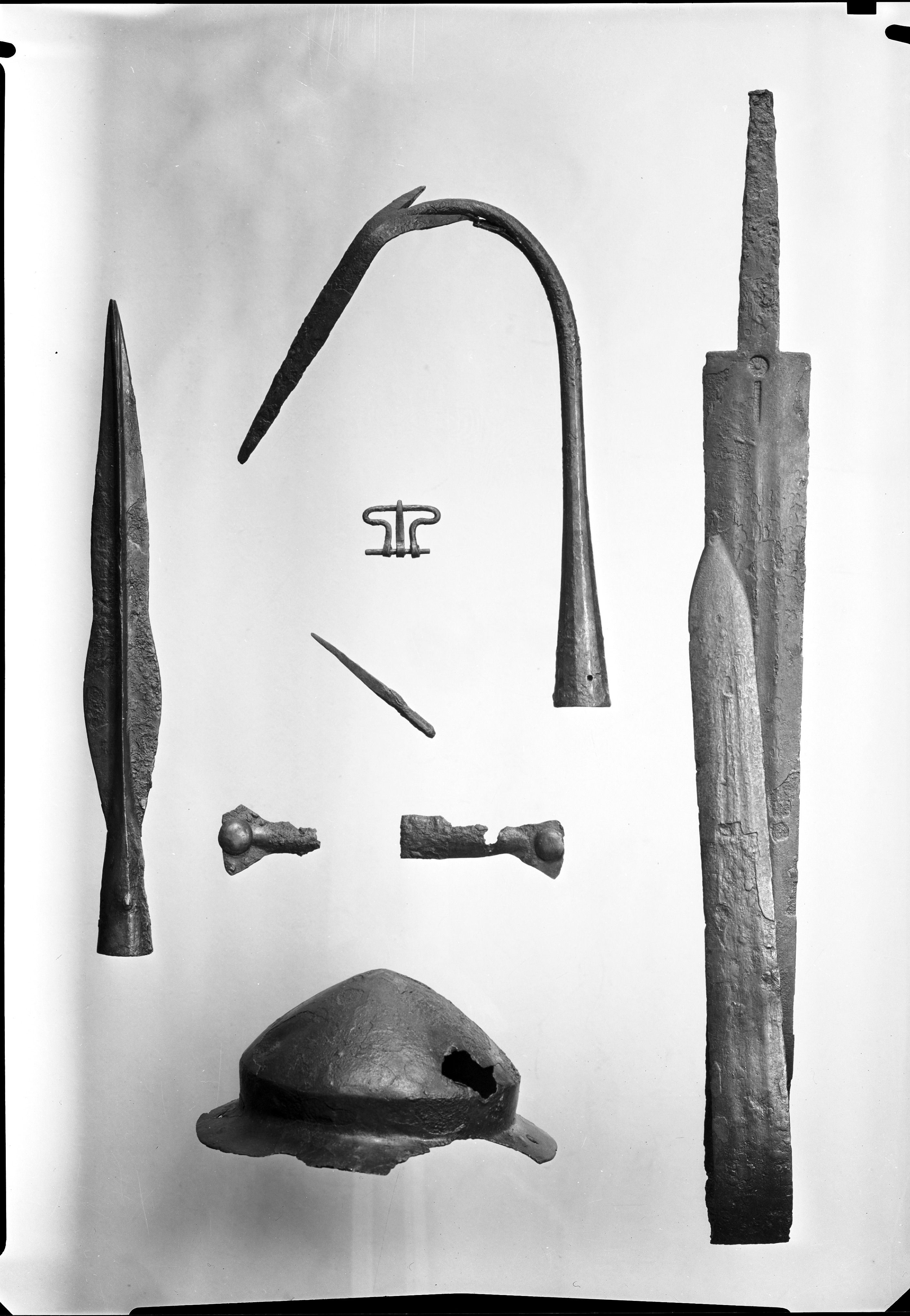
Die Funde

Das Gräberfeld von Gardberg (norwegisch Gardbergfeltet) ist ein Gräberfeld neben einem seit der Bronzezeit besiedelten Platz in Vestre Slidre, in der Fylke Innlandet in Norwegen. Das Gräberfeld erstreckt sich über mehr als zwei Quadratkilometer.
Das Gräberfeld besteht aus über 1000 Rösen aus der Eisenzeit und der Wikingerzeit, wovon einige Lesesteinhaufen der Landwirtschaft sind. Auf einem der größeren Grabhügel befindet sich der Einangstein, der auf 300 n. Chr. geschätzte, älteste Runenstein Norwegens, der sich an seinem ursprünglichen Standort befindet.
Die Funde befinden sich im Valdres Museum in Fagernes. Unter den Funden befindet sich ein eisenzeitliches Schwert mit einer etwa 70 cm langen Klinge.